# Mercurín (Órdenes)
Mercurín (llamada oficialmente San Clemente de Mercurín) es una parroquia española del municipio de Órdenes, en la provincia de La Coruña, Galicia.

## Entidades de población
Entidades de población que forman parte de la parroquia:
- Carracedo
- Cruceiro (O Cruceiro)
- Guntín
- Iglesia (A Igrexa)
- Mañufe
- Pedre
- Pepín
- Perra
- Piñeiro (O Piñeiro)
- Poza (A Poza)
- Seixo (O Seixo)
- Souto (O Souto)
- Tras do Río (Tralorrío)
- Trasmil
- Vilar (O Vilar)
- Zampaño

## Demografía
| Gráfica de evolución demográfica de Mercurín entre 2000 y 2019 |
|                                                                |
| Datos según el nomenclátor publicado por el INE.               |